# رو باي
رو باي (بالإنجليزية: RuPay) هو عبارة عن برنامج بطاقات، صمم واطلق بواسطة شركة المدفوعات الوطنية في الهند (NPCI) في 26 مارس 2012. أنشئت من أجلها لتحقيق رؤية البنك الاحتياطي الهندي (RBI) بأن يكون هناك نظام داخلي ومفتوح ومتعدد الأطراف للمدفوعات.
رو باي تسهل الدفع الإلكتروني في جميع البنوك والمؤسسات المالية الهندية. تحافظ NPCI على روابط مع Discover Financial وجي سي بي لتمكين بطاقة رو باي من الحصول على قبول دولي.
في الهند، 90٪ من معاملات بطاقات الائتمان وجميع معاملات بطاقات الخصم تقريبًا محلية؛ ومع ذلك، كانت تكلفة كل معاملة منخفضة مع رو باي مقارنة بأنظمة البطاقات الأجنبية.

## خلفية
في عام 2009، طلب بنك RBI من جمعية البنك الهندي إنشاء شركة حلول غير ربحية تهدف إلى تصميم بطاقة دفع أصلية تقدم أحدث ما توصلت إليه التكنولوجيا، وأن تكون آمنة وقوية وقابلة للتطوير وبسيطة وفعالة من حيث التكلفة لتلبية المتطلبات وجود نظام مدفوعات محلي، مفتوح، متعدد الأطراف. وصدرت البطاقة مبدئيًا باسم India Pay. بعد سنوات من التخطيط، NPCI قد وضعت اللمسات الأخيرة على اسم البطاقة المقترحة Rupay، ولفظ يتكون من الكلمتين (روبية و دفع) وذلك لتجنب الصراعات على التسمية مع المؤسسات المالية الأخرى التي تستخدم نفس الاسم. الألوان المستخدمة في الشعار هي إشارة إلى علم الالوان الثلاثة في الهند. NPCI تصور نفسها على أنها بديل لـ ماستركارد وفيزا بما أنها توحد وتدمج أنظمة الدفع المختلفة في الهند.
صرح البنك المركزي الهندي في ورقة رؤيته 2009–12 حول أنظمة الدفع في الهند أن الحاجة إلى مثل هذا النظام تنبع من غياب أداة تحديد الأسعار المحلية التي تسببت في أن تتحمل البنوك الهندية التكلفة العالية للتشارك والاتصال بجمعيات البطاقات الدولية مثل فيزا وماستر كارد تؤدي إلى الحاجة إلى توجيه حتى المعاملات المحلية التي تمثل أكثر من 90٪، من خلال جمعية موجود خارج البلد.
أطلق برنامج رو باي في 26 مارس 2012. وخصصت رو باي للهند في 8 مايو 2014، من قبل رئيس الهند في ذلك الوقت، براناب موخيرجي، في راشتراباتي بهافان في نيودلهي.

## منتجات

### بطاقة رو باي

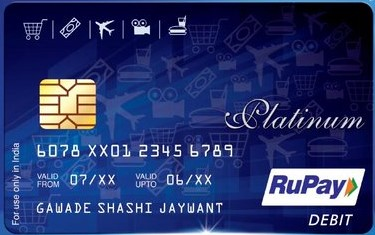
رو باي بطاقة الخصم

اعتبارًا من يوليو 2018، صدرت بطاقات رو باي في جميع أنحاء البلاد وعرضت لأصحاب حسابات التوفير والحساب الجاري لأكثر من 1100 بنك في الهند. بصرف النظر عن البنوك الرئيسية في القطاعين العام والخاص، تصدر بطاقات رو باي أيضًا من قبل البنوك التعاونية (البنوك التعاونية المجدولة، والبنوك التعاونية المحلية، والبنوك التعاونية الحكومية، والبنوك التعاونية الحضرية) والبنوك الريفية الإقليمية (RRBs) في البلاد.

### بطاقة رو باي الائتمانية
تم تشغيل بطاقات رو باي الائتمانية منذ يونيو 2017، وفقًا لما ذكره المدير التنفيذي لشركة NPCI والمدير التنفيذي AP Hota مع ثمانية بنوك من القطاع العام وبنك واحد من القطاع الخاص وبنك تعاوني واحد يصدر البطاقة دون أي إطلاق رسمي. كان المشروع التجريبي يمكّن تقنيًا المزيد والمزيد من البنوك من بطاقات ائتمان رو باي مع خمسة بنوك إضافية من القطاع العام، وبحلول مارس 2018، تخطط NPCI لتضم 25 بنكًا بالكامل.
هناك 14 بنك أطلقوا بطاقات الائتمان رو باي
- بنك HDFC [14]
- بنك IDBI [15]
- بنك الهند المتحد [16]
- بنك الاتحاد الهندي [17]
- بنك البنجاب الوطني [18]
- بنك البنجاب ومهاراشترا التعاوني [19]
- بنك ساراسوات [20]
- بنك كوربوريشن [21]
- بنك كانارا [22]
- البنك المركزي الهندي [23]
- بنك اندرا [24]
- بنك فيجايا [25]
- بنك النقابة [26]
- بنك الهند [27]

لتعزيز شبكة الدفع سريعة النمو، ستقوم SBI Cards &amp; Payments Services Ltd قريباً بإطلاق بطاقات رو باي الائتمانية. هذا هو آخر اتفاق بين NPCI و SBI مع إطلاق المنتج المقترح في السنة المالية 2019.

### رو باي كومبو
أطلق بنك الاتحاد الهندي بطاقة رو باي كومبو الائتمانية في نوفمبر 2018، وهي أول بطاقة رو باي تسهل معاملات الخصم والائتمان من خلال بطاقة واحدة. تحتوي البطاقة على 2 EMVs و 2 خطوط مغناطيسية.

### رو باي المدفوعة مسبقا
SODEXO أطلقت (SODEXO متعدد المنافع) في شراكة مع رو باي في مايو 2019. تحتوي البطاقة على شريط مغناطيسي يسمح للمستخدمين بالدفع مقابل فوائد الوجبات وشريحة تسمح لهم بإجراء عمليات الشراء عبر شبكة رو باي. يمكن استخدامه أيضًا لإجراء عمليات الشراء عبر الإنترنت على بوابات الويب التي تقبل مدفوعات رو باي.
أطلقت شركة السكك الحديدية الهندية للتموين والسياحة (IRCTC)، بالتعاون مع بنك الاتحاد الهندي ومؤسسة المدفوعات الوطنية الهندية، بطاقة IRCTC-UBI RuPay المدفوعة مسبقًا في عام 2015 لحجز التذاكر، والتسوق ودفع فواتير الخدمات. تعتبر البطاقة الأولى من نوعها في السوق حيث يتم إصدار كل من البطاقات الافتراضية والمادية للعملاء في شكلين مختلفين.
كوتشي 1، بطاقة ذكية مسبقة الدفع من رو باي تم طرحها بواسطة Kochi Metro Rail Ltd (KMRL) بمساعدة Axis Bank في 02 مارس 2019، أصبحت أول بطاقة عبور بين الوسائط عندما تم تمديد استخدامها ليشمل الحافلات الخاصة مع خدمات إضافية بما في ذلك حلول مواقف السيارات في المستقبل القريب. تم إطلاقه في إطار مشروع مدينة كوتشي الذكية، وهناك خطط لتوسيع نطاق البطاقة إلى العربات الآلية، والعبارات بما في ذلك إدارة النقل المائي لولاية كيرلا، حافلات المياه المقترحة، حافلات KSRTC لجعلها بطاقة تنقل مشتركة من جميع النواحي.
تعاون البنك المركزي الهندي مع GI Technology ، وهي شركة تابعة لشركة Wirecard وهي أكبر شركة لتحويل الأموال المحلية في الهند، تعمل تحت اسم Brand IC ICCARD لإطلاق بطاقة RPL-ICASH المشتركة ذات العلامات التجارية المفتوحة، رو باي مسبقة الدفع.
أعلنت شركة ItzCash ، أكبر شركة مدفوعات رقمية في الهند، عن شراكتها مع بنك الهند المركزي لإطلاق أول بطاقة روباي Platinum مسبقة الدفع ذات العلامة التجارية المشتركة في البلاد. ستقوم البطاقة متعددة الأغراض بطرح مجموعة من الخدمات المدفوعة مسبقًا عبر المنصات المادية والافتراضية. تم إطلاق الخدمة لضمان التشغيل المتداخل السلس، والوصول إلى فتح حلول متعددة وقيادة برنامج الدفع المسبق للأمة الهندية.

### رو باي خدمة الأثير

رمز قديم

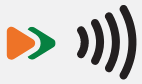
رمز جديد

رو باي Contactless هي إحدى ميزات تقنية الدفع غير التلامسية أو تسمى خدمة الأثير التي تتيح لحاملي البطاقات تمرير ببطاقتهم أمام محطات الدفع دون الحاجة إلى إدخال البطاقة فعليًا في جهاز نقطة البيع. هذه ميزة دفع متوافقة مع EMV وتتوافق مع مزايا ماستر كارد Contactless وفيزا Contactless وإكسبرس باي التي تستخدم تقنية RFID .
أطلقت شبكة NPCI بطاقات روباي بخدمة الأثير أو NFC مسبقة الدفع. أطُلقت بطاقة الأثير الخاصة برو باي لمشروع مدينة أحمد أباد الذكية بالتعاون مع بنك ICICI ومؤسسة أحمد أباد البلدية. كما أطلقت بطاقات أثير مماثلة مسبقة الدفع لشركة Kochi Metro Rail Ltd (KMRL) وشركة Bangalore Metropolitan Transport Corporation (BMTC) بالتعاون مع Axis Bank.
يمكن استخدام خدمة الأثير حاليًا في معاملات تصل إلى 2000 دولار. في شهر مارس من عام 2019، تم إطلاق بطاقة وطنية مشتركة للتنقل (NCMC) في إطار خطة 'One Nation، One Card'(أمة واحدة، بطاقة واحدة) من قِبل رئيس الوزراء ناريندرا مودي في أحمد آباد على منصة رو باي لتفادي حبس البائعين وإنشاء نظام قابل للتشغيل البيني النظام تحت مشروع صنع في الهند.
هذا هو أحدث تطور لنظام Interareable Fare Management System. الهدف الرئيسي وراء البطاقة هو إعادة تحديد الدفع لأنظمة النقل العام وسهولة الوصول إلى التجزئة، في أحدث المدفوعات الرقمية. يقع المشروع ضمن اختصاص وزارة الإسكان والشؤون الحضرية، مع رؤية «بطاقة واحدة لجميع المدفوعات». مع هذا الموضوع، يجب قبول البطاقة عبر قطاعات متعددة. ثم كان من المنطقي تناول البطاقة التي تكتسب قدرًا كبيرًا من التبني في مساحة الدفع بخدمة الأثير. إن مواصفات برنامج NCMC هي مع الحكومة وليس مملوكة من قبل أي جهة محددة، وبالتالي فإن جميع أنظمة الدفع بالبطاقة هي موضع ترحيب للانضمام إلى البرنامج.
من المقرر أن تصبح حافلات Brihanmumbai للكهرباء والنقل (BEST) أول وسيلة نقل عام في الهند تطرح بطاقة التنقل الوطنية المشتركة (NCMC). سيتم تطبيق نظام (أمة واحدة، بطاقة واحدة) على أساس تجريبي اعتبارًا من نوفمبر 2019 وسيكون متاحًا على نطاق واسع بدءًا من عام 2020. سيتم تزويد أكثر من 10,000 من أفضل الموصلات بالأجهزة المحمولة التي ستكون قادرة على مسح بطاقات NCMC بنقرة واحدة فقط، إلى جانب توليد التذاكر الورقية.
تعد فيزا جاهزة للمواصفات لبدء إصدار البطاقات على شبكة NCMC وبدأت مناقشات مع البنوك لإصدار بطاقاتها على NCMC أيضًا، لكن الأمر سيستغرق بعض الوقت لبدء نشر البطاقات في السوق. بعد أسابيع فقط من منافستها الأكبر فيزا، قررت ماستركارد الانضمام إلى مشروع (أمة واحدة، بطاقة واحدة).
بعد مناقشات مع بهارات للإلكترونيات المحدودة (BEL) ومركز تطوير الحوسبة المتقدمة (C-DAC)، أكدت شركة بنغالور مترو للسكك الحديدية المحدودة (BMRCL) التشغيل التجريبي من 1 يناير 2020 مع أربعة أبواب أوتوماتيكية لجمع الرسوم (AFC) في ناديابرابو، محطات Kempegowda و Byappanahalli. سيتمكن ركاب حافلات Bangalore Metropolitan Transport Corporation (BMTC) وقطارات المترو على طريق Majestic-Whitefield من استخدام البطاقة. سيتعين ترقية البوابات الحالية في محطات المترو للمرحلة الأولى، في حين ستقبل بوابات في محطات المترو في المرحلة الثانية العاملة بحلول عام 2024 بطاقات جديدة. سيتم استبدال حوالي 11000 من آلات التذاكر الإلكترونية القديمة بأجهزة جديدة تستند إلى نظام أندرويد تم تغيير حوالي 2000 منها بالفعل لقبول البطاقة.

### رو باي العالمية
بدأت NPCI في إصدار بطاقات عالمية في عام 2014 عندما وصلت حكومة ناريندرا مودي إلى السلطة لأول مرة. عرضت سنغافورة تقديم المساعدة للترويج لبطاقة رو باي لشبكة الدفع الرقمية في الهند من خلال أن تصبح هي الشريك الدولي الأول لها. في 7 مارس 2012، دخلت NPCI في شراكة إستراتيجية مع ديسكوفر للخدمات المالية (DFS) لـ روباي، مما يتيح قبول بطاقات رو باي العالمية لاستخدام شبكات ديسكوفر و Diners Club International و PULSE في عمليات الشراء الدولية والوصول النقدي خارج الهند. كانت الشركتان تعملان أيضًا على تطبيق تقنية D-PAS ، Discover's EMV لتقديم بطاقات قائمة على رقاقة لأعضاء بطاقات رو باي. تم قبول البطاقات من قبل أكثر من 4.1 كرور (41 مليون) تاجر و 18 لكح (1.8 مليون) صراف آلي في 190 دولة.
NPCI مع جي سي بي أطلقتا بطاقة (RuPay-JCB ، روباي-جي سي بي) العالمية على 22 يوليو 2019. بعد تمديد الدعم المحلي لجهاز POS ومحطة الصراف الآلي لحاملي بطاقات جي سي بي الأجنبية الواردة في عام 2017، دخلت NPCI في المرحلة الثانية من الشراكة مع إطلاق البطاقة ذات العلامة التجارية المشتركة لزيادة القبول الدولي لروباي. ستوفر البطاقة برنامج استرداد نقدي خاص لمعاملات نقاط البيع خارج الهند بالإضافة إلى وجهات دولية شعبية مختارة للمسافرين. ستدعم خدمات إضافية مثل JCB Lounges داخل المدينة والموجودة في المطارات مع عروض تجارية على مدار العام في جميع أنحاء العالم. في حين يتم إصدار بطاقات الخصم فقط مبدئيًا من خلال الشراكة، فإن بطاقات الائتمان والدفع المسبق تكون أيضًا على السندان.
أصدرت رو باي 64 مليون بطاقة عالمية بين عامي 2014 ومارس 2019. تتعاون رو باي مع لاعبين دوليين مثل ديسكوفر واليابانية جي سي بي والصينية يونيون باي لتعزيز قبولها الدولي ووصلت مؤخرا لإصدار 25 مليون بطاقة (رو باي - ديسكوفر) وهي من البطاقات العالمية.
لدى روباي عدة اتفاقيات مع شبكات الدفع الدولية الأخرى. بعض الأمثلة الرئيسية تشمل:
- ديسكوفر
- داينرز كلوب انترناشونال
- Pulse
- JCB في اليابان
- NETS في سنغافورة
- يونيون باي في الصين [51]
- بطاقة BC في كوريا الجنوبية
- إيلو في البرازيل
- DinaCard في صربيا

### BharatQR

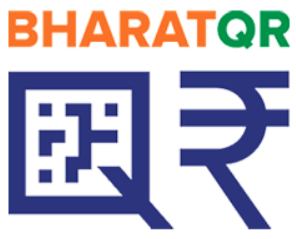
BharatQR رمز

تم تطوير هذا بواسطة NPCI بالتعاون مع ماستر كارد وفيزا كنظام دفع متكامل مبني على رمز الاستجابة السريعة للمدفوعات وتم إطلاقه في سبتمبر 2016. وهو يسهل على المستخدمين تحويل أموالهم من مصدر إلى آخر دون الحاجة إلى البطاقات المادية. يتم استلام الأموال المحولة من خلال BharatQR مباشرة في الحساب المصرفي المرتبط للمستخدم باستخدام IMPS . يوفر واجهة مشتركة بين رو باي وماستر كارد وفيزا وأمريكان إكسبريس بدلاً من أنظمة الملكية الفردية الأخرى. BharatQR مدعوم على أجهزة أندرويد وآي أو إس.
Bijlipay ، شركة حلول الدفع الرقمي من طرف إلى طرف، هي أول شركة تقدم نقاط البيع الهندية (PoS) لتمكين شركة Bharat QR code على استخدام شاشات آلات نقاط البيع الخاصة بها. وفقًا لـ البنك المركزي الهندي، يعد Bharat QR Code هو أول حل قبول دفع قابل للتشغيل في العالم.

## القبول

### الهند
يتم قبول بطاقات رو باي في أجهزة الصراف الآلي تقريبًا في جميع أنحاء الهند. وفقًا للبيانات المنشورة من قبل اتحاد المدفوعات في الهند، يوجد أكثر من 200000 جهاز صراف آلي  وأكثر من 2,614,584 محطة طرفية في الهند في شبكة رو باي. بالإضافة إلى أجهزة الصراف الآلي ومحطات نقاط البيع، يتم قبول بطاقات رو باي عبر الإنترنت على معظم بوابات الدفع المحلية وبعض بوابات الدفع الدولية (من خلال تحالفاتها مع الشبكات الأخرى).
يتم قبول بطاقات روباي في 97 ٪ من جميع محطات نقاط الدفع في الهند. دخلت رو باي في شراكة مع 39 مصرفًا حصلوا على نقاط في الهند لقبول بطاقاتهم في محطات نقاط البيع الموجودة في مواقع تجارية مختلفة.
لم يتم قبول بطاقات روباي بعد كوسيلة دفع صالحة على قوقل بلاي لإجراء عمليات شراء في التطبيقات والألعاب.

### سنغافورة
أطلق رئيس وزراء الهند، ناريندرا مودي، خطة روباي في سنغافورة في 31 مايو 2018. تم الإطلاق بالتوازي مع الخدمات ذات الصلة التي تقدمها NPCI ، مثل UPI و BHIM . بنك الدولة في الهند، سنغافورة ستكون أول دولة تصدر بطاقات روباي في الخارج.
تم ربط نظام روباي للمدفوعات الرقمية بشبكة النقل الإلكتروني اختصارا (NETS) في سنغافورة (ذات الـ33 عامًا). سيتمكن مستخدمو روباي من إجراء الدفعات في جميع نقاط قبول NETS التابع لسنغافورة. ومالكي بطاقات NETS سيكونون قادرين على القيام بعمليات شراء عبر الإنترنت على المتاجر الإلكترونية التي تقبل روباي فضلا عن استخدام 2.8 مليون نقطة بيع في الهند تقبل روباي. يمكن لحاملي بطاقات NETS أيضًا سحب الأموال من أي ماكينة صراف آلي في الهند.

### بوتان
عقب زيارة رئيس وزراء بوتان لوتاي تشيرينج إلى الهند في 28 ديسمبر 2018، أعلن رئيس الوزراء الهندي ناريندرا مودي أنه سيتم تقديم بطاقات روباي في بوتان. تم إطلاق بطاقات روباي رسميًا في بوتان في 17 أغسطس 2019، حيث قام رئيس الوزراء مودي بإجراء أول تحولية روباي في البلاد عن طريق الشراء من Simtokha Dzong.
أعلن بنك الاحتياطي الهندي (RBI) وسلطة النقد الملكية في بوتان (RMA) أنهما سيدمجان التحويلات المالية للبلدين من أجل تبسيط المعاملات عبر الحدود. الهند سوف تدعم ما يقدر بنحو 2.7 كرور روبية هندية (450٬000 دولار أمريكي) تكلفة العمل للتكامل. يمكن لحاملي بطاقات روباي بعد الدمج استخدام بطاقاتهم عبر جميع أجهزة الصراف الآلي وأجهزة نقاط البيع في بوتان. تحتفظ سلطة النقد الملكية في بوتان بحساب لدى بنك الهند الحكومي . سيتم تسوية أي سحب بواسطة حامل بطاقة روباي في بوتان من خلال ائتمان فوري في حساب سلطة النقد الملكية في بوتان. من المتوقع أن يفيد هذا الترتيب كلا البلدين من خلال تقليل تدفق العملات الأجنبية إلى أدنى حد. تتم تسوية مدفوعات فيزا وماستركارد بالدولار الأمريكي، في حين يمكن تسوية روباي بالروبية. يتم التعامل مع النغولترم البوتاني بسعر صرف واحد مع الروبية الهندية مما يجعل التسوية سهلة لكلا البلدين. بالإضافة إلى ذلك، ستصدر البنوك البوتانية بطاقات روباي التي ستسمح لحاملي البطاقات البوتانية بالوصول إلى شبكة روباي في الهند.

### جزر المالديف
أعلن رئيس الوزراء ناريندرا مودي أن بطاقات روباي سيتم إطلاقها في جزر المالديف خلال خطابه أمام مجلس الشعب (البرلمان المالديفي) في 8 يونيو 2019. وأضاف مودي أن إدخال روباي سيزيد من عدد السياح الهنود الذين يزورون جزر المالديف.

### الإمارات العربية المتحدة
تم تبادل مذكرة تفاهم لإنشاء واجهة تكنولوجية بين منصات الدفع في الهند والإمارات العربية المتحدة بين مؤسسة المدفوعات الوطنية في الهند وخدمات دفع ميركوري في الإمارات العربية المتحدة. الإمارات العربية المتحدة هي أول دولة في الخليج حيث تم إطلاق روباي. سيتم الإعلان عن قبول حوالي 175,000 موقع قبول تجاري لـ 21 شركة و 5000 جهاز صراف آلي في الإمارات العربية المتحدة قريبًا. سوف تفرض بطاقات روباي على 10٪ من الرسوم مقارنة بمُصدري البطاقات الآخرين في الإمارات. ستبدأ ثلاثة بنوك في الإمارات - بنك الإمارات دبي الوطني وبنك بارودا وبنك أبوظبي الأول في إصدار بطاقة روباي. الشركات التي ستتبنى روباي هي NMC Healthcare ، مجموعة لولو الدولية، Aster DM Healthcare ، Landmark Group ، Sobha Ltd ، Apparel Group ، Nikai Group ، Regal Group of Companies ، ITL Cosmos ، Jashanmal National Company LLC ، Allana Group FMCG Products ، Petrochem Middle East ، مجموعة Transworld ، مجموعة الدبووي، VPS Healthcare ، UPL Group ، Conares ، مجموعة المايا، مجموعة خدمات مرافق EPS ، إعمار وموانئ دبي العالمية.
وفقاً للسفارة الهندية في أبوظبي. تستقبل الإمارات ما يقرب من 3 ملايين سائح هندي سنويًا. قبول بطاقة روباي في الإمارات العربية المتحدة سيخفض الرسوم حيث سيوفر السياح أسعار الصرف.

### البحرين
تم توقيع مذكرة تفاهم بين الشبكة الوطنية للمدفوعات الإلكترونية (BENEFIT)، وهي شركة بحرينية تتعامل مع أجهزة الصراف الآلي ونقاط البيع من بين شركات أخرى، وشركة المدفوعات الوطنية في الهند (NPCI) لإطلاق بطاقة روباي في المملكة الخليجية الصغيرة. ستتيح مذكرة التفاهم للمغتربين الهنود الدفع وإرسال الأموال إلى الوطن بالروبية الهندية باستخدام بطاقات روباي.

### المملكة العربية السعودية
أعلنت وزارة الشؤون الخارجية الهندية (MEA) في 24 أكتوبر 2019 أنه لمساعدة الحجاج الهنود الذين يزورون مكة والمدينة، سيطلق رئيس الوزراء ناريندرا مودي بطاقة روباي في المملكة العربية السعودية خلال زيارة رسمية للمملكة العربية في 29 أكتوبر 2019.

## الحصة السوقية
تم دعم المنظمة الأم لـ روباي، وهي (الاتحاد الوطني للمدفوعات في الهند) تختصر NPCI ، من خلال 10 بنوك رائدة. من بينها 6 بنوك من القطاع العام: بنك الدولة في الهند وبنك بارودا وبنك البنجاب الوطني وبنك كانارا وبنك الاتحاد الهندي وبنك الهند؛ ومصرفان من القطاع الخاص: بنك ICICI و HDFC Bank ؛ ومصرفان أجنبيان: سيتي بنك وبنك HSBC. يحق للبنوك في الهند إصدار بطاقات الخصم من روباي لعملائها لاستخدامها في أجهزة الصراف الآلي ومحطات نقاط البيع ومواقع التجارة الإلكترونية. ارتفعت حصة السوق في روباي من 0.6 ٪ في عام 2013 إلى 50 ٪ بحلول نوفمبر 2018.
اعتبارًا من ديسمبر 2016، NPCI كانت قد أصدرت (317 مليون) بطاقات روباي تتضمن (205 مليون دولار) من البطاقات لأصحاب حسابات Jan Dhan Yojana . ارتفع استخدام بطاقات روباي في نقاط البيع والتجارة الإلكترونية معًا والتي كانت تقارب (0.3 مليون دولار) يوميًا (ما قبل السحب) سبع مرات إلى حوالي (2.1 مليون دولار) (بعد السحب) مع هدف حجم يومي يبلغ (5 ملايين دولار) من خلال روباي بحلول نهاية عام 2017.
تجاوزت روباي فيزا كأكبر شبكة بطاقات دفع في الهند من خلال عدد المعاملات في يونيو 2017، حيث سجلت (375 مليون) معاملة.
تم إصدار حوالي (600 مليون) بطاقة اعتبارًا من مارس 2019 من قبل 1100 بنك لكي تمنحها (روباي) أكثر من 58٪ من حصة سوق إصدار البطاقات في البلاد، متغلبًتا على الثنائي الأكبر سناً فيزا وماستركارد بعدد البطاقات التي تم إصدارها. روباي تملك حوالي 30 ٪ من حصة السوق من حيث حجم وقيمة المعاملات التي تتم. وفقًا لبيانات NPCI الصادرة في مايو 2019، تم تقديم (1,127 مليون معاملة) بقيمة (17 مليار دولار أمريكي) على بطاقات روباي خلال السنة المالية 2018-2019.
حصلت روباي على 58 ٪ من حصة السوق من عدد البطاقات الصادرة، و 30 ٪ من معاملات نقاط البيع، و 25 ٪ عن طريق عدد المعاملات عبر الإنترنت من حوالي 11 ٪ قبل عامين.
تفرض روباي رسومًا على معالجة المعاملات تقل بنسبة 23٪ تقريبًا عن الرسوم التي تفرضها فيزا وماستر كارد. يتقاضى NPCI رسمًا ثابتًا لكل معاملة بقيمة 60 بيسة من البنك المستفيد من التحويل و 30 بيسة من البنك الذي أصدر البطاقة. على سبيل المثال، إذا أجرى أحد العملاء معاملة باستخدام بطاقة روباي الخاصة بهم في نقطة بيع والتي يديرها بنك آخر، فإن بنك العميل (البنك الذي أصدر البطاقة) سيدفع 30 بيسة إلى NPCI بينما البنك الذي يدير نقطة البيع يدفع 60 بيسة إلى NPCI.
أبلغت روباي عن (1 مليار دولار) معاملات من خلال المدفوعات للتاجر عبر الإنترنت وغير المتصلة بالإنترنت في السنة المالية 2019، بزيادة تقارب 70٪ مقارنةً بمعاملات (667 مليون دولار) في السنة المالية 2018، وفقًا للبيانات المستمدة من NPCI والبنك الاحتياطي الهندي .
شهدت بطاقات الخصم في روباي نمواً بنسبة 32٪ في السنة المالية 19، حيث بلغت معاملات بقيمة (4.4 مليار دولار) بينما في العام السابق بلغت قيمة المعاملات (3.3 مليار دولار). من ناحية القيمة، لاحظت بطاقات روباي ارتفاعًا بنسبة 80٪ في السنة المالية 19، متجاوزة إجمالي مدفوعات بطاقات الخصم التي نمت بنسبة 30٪ مقارنة بالعام المالي السابق.

## جان داني يوجانا
حصلت بطاقات روباي على دفعة كبيرة من خلال Pradhan Mantri Jan Dhan Yojana التي تم إصدارها لجميع حاملي حسابات Jan Dhan.
حتى يونيو 2018، تم إصدار 24.2 كرور روبية (242 مليون دولار) بطاقات الخصم من روباي بموجب Jan Dhan Yojana مقابل 92.5 كرور روبية (925 مليون) من بطاقات الخصم الصادرة عن الصناعة المصرفية. عقدت NPCI مشاورات مع مرخصي بنوك التمويل الصغيرة حول استخدام بطاقات روباي، ومن المقرر أن تظهر كبطاقة الخصم الرئيسية السائدة لدى بنوك التمويل الصغيرة.
نظرًا لمبادرة Digital India و JAM ، كان عدد بطاقات روباي في عام 2016 أقل من النصف عند 23 كرور روبية (230 مليون) والتي ارتفعت فيما بعد إلى 56 كرور روبية (560 مليون) اعتبارًا من نوفمبر 2018. في عام 2013، شكلت معاملات أجهزة الصراف الآلي 90 ٪ من العدد الإجمالي و 95 ٪ من القيمة الإجمالية. في عام 2018، توسعت معاملات نقاط البيع لتشمل 30 ٪ من العدد الإجمالي و 10 ٪ من القيمة الإجمالية لمعاملات بطاقات الخصم.

## مبادرة للمزارعين
توفر روباي أيضًا «بطاقة Kisan» موحدة، تصدرها البنوك في جميع أنحاء البلاد باعتبارها بطاقة Kisan الائتمانية، مما يتيح للمزارعين إمكانية التعامل مع أجهزة الصراف الآلي وأجهزة نقاط البيع.
تقوم (PUNGRAIN Punjab Grains Procurement Corporation Ltd) بدفع وكلاء العمولات من خلال بطاقة الخصم روباي وتطوير شبكة وكلاء العمولات تدعى (Kisan Arhtia Information and Remittance Network KAIRON) بمساعدة National Payments Corporation of India.

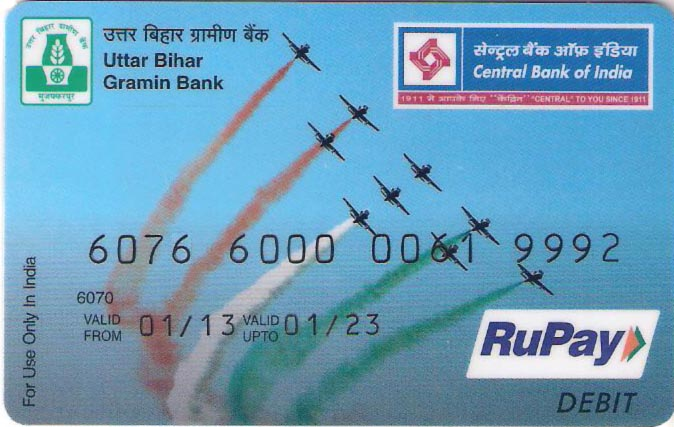
بطاقة البنك الريفي الإقليمي

بنك كوتاك ماهيندرا، في شراكة مع روباي، خرجوا بمبادرة لإدراجها المالي، حيث مزارعي الألبان في 75 الجمعيات التعاونية من أمول في مناطق Burdwan وهوجلى من ولاية البنغال الغربية سوف يكونون قادرين على الحصول على مدفوعاتهم مباشرة إلى حساباتهم على نفسه اليوم بعد بيع الحليب.
من المخطط اعتماد نفس النموذج في ولاية غوجارات ، حيث ستكون 1200 جمعية تعاونية تضم أكثر من 30000 مزارع ألبان جزءًا من البرنامج.
في عام 2017 بعد التوضيح، قررت الحكومة أن NABARD ستنسق تحويل بطاقات ائتمان كيسان التشغيلية / الحية إلى بطاقات ائتمان Debit Kisaan من أجهزة الصرافة لروباي من قبل البنوك التعاونية والبنوك الريفية الإقليمية على سبيل الأولوية.

## روابط خارجية
- NPCI